# Kesselaid
Kesselaid (äldre estlandssvenska: Sköldö eller Skjöldö) är en ö utanför Estlands västkust. Den ligger i Moons kommun i landskapet Saaremaa (Ösel), 120 km sydväst om huvudstaden Tallinn. Arean är 1,8 kvadratkilometer. Öns högsta punkt är 16 meter över havet. Den sträcker sig 1,7 kilometer i nord-sydlig riktning, och 1,7 kilometer i öst-västlig riktning. Ön ligger i mitten av Storsund som skiljer ön Moon från estländska fastlandet.